# Protonraket
För andra betydelser, se Proton (olika betydelser).
Protonraket (formellt: UR-500), rysk obemannad raket avsedd för att transportera satelliter och annat som ska upp i rymden. Den första protonraketen sköts upp redan 1965 och används fortfarande (2017).
Raketen har fyra steg varav de tre första drivs med dimetylhydrazin och det översta av flytande fotogen och flytande syre.
Ursprungligen togs den fram för att skicka kärnvapen, om den använts för det syftet hade den haft en räckvidd på 12 000 km. Man insåg dock att den var alldeles för överdimensionerad för denna uppgift, istället började man använda den för att föra upp föremål i rymden.
Denna rakettyp har använts till otaliga uppskjutningar av obemannade farkoster, och skulle förmodligen ha använts även vid ryssarnas första bemannade månfärd om inte amerikanerna kommit så långt med sitt Apolloprogram.

## Barnsjukdomar
Mellan 1965 och 1970 var protonraketen en opålitlig rakettyp, många rymdfarkoster gick förlorade då raketerna exploderade eller havererade på något annat sätt.

## Rymdsonder
Raketen har varit bärraket för flera obemannade månsonder i Lunaprogrammet och Lunochodprogrammet, flera Mars- och Venussonder i Fobosprogrammet, Vegaprogrammet och Veneraprogrammet.

## Rymdstationer
Det var med Protonraketer samtliga rymdstationer i Saljut-serien skickades upp, liksom sex av sju delar av rymdstationen Mir. Tre delar av rymdstationen ISS, Zarja, Zvezda och Nauka.